# Torneig de les Cinc Nacions 1987
El Torneig de les cinc Nacions 1987 fou la 58a edició en el format de cinc nacions i la 93a tenint en compte les edicions del Home Nations Championship. França va arrasar el torneig, aconseguint el Grand Slam. Anglaterra sols aconseguiria una victòria, contra Escòcia, el que li donaria la Calcuta Cup. El calendari del torneig es va haver de modificar per les inclemències meteorològiques, situació que no tornaria a succeir fins a l'edició de 2012.

## Participants
| Nació      | Estadi           | Ciutat   | Entrenador      |
| ---------- | ---------------- | -------- | --------------- |
| Anglaterra | Twickenham       | Londres  | Martin Green    |
| França     | Parc des Princes | París    | Jacques Fouroux |
| Irlanda    | Lansdowne Road   | Dublín   | Mick Doyle      |
| Escòcia    | Murrayfield      | Edimburg | Derrick Grant   |
| Gal·les    | National Stadium | Cardiff  | Tony Gray       |

## Classificació
| Posició | Nació      | Partits | Partits  | Partits  | Partits | Punts   | Punts     | Punts      | Taula de punts |
| Posició | Nació      | Jugats  | Guanyats | Empatats | Perduts | A Favor | En contra | Diferència | Taula de punts |
| ------- | ---------- | ------- | -------- | -------- | ------- | ------- | --------- | ---------- | -------------- |
| 1       | França     | 4       | 4        | 0        | 0       | 82      | 59        | +23        | 8              |
| 2       | Irlanda    | 4       | 2        | 0        | 2       | 57      | 46        | +11        | 4              |
| 3       | Escòcia    | 4       | 2        | 0        | 2       | 71      | 76        | −5         | 4              |
| 4       | Gal·les    | 4       | 1        | 0        | 3       | 54      | 64        | −10        | 2              |
| 5       | Anglaterra | 4       | 1        | 0        | 3       | 48      | 67        | −19        | 2              |

## Resultats
| França                                               | 16–9     | Gal·les            | 1987-02-07 {{{time}}} - Parc des Princes, París Assistència: 49,130 espectadors Àrbitre: C. J. High (Anglaterra) |
| Assaigs: Bonneval Mesnel Con.: Bérot Pen.: Bérot (2) | [Report] | Pen.: Thorburn (3) | 1987-02-07 {{{time}}} - Parc des Princes, París Assistència: 49,130 espectadors Àrbitre: C. J. High (Anglaterra) |

| Irlanda                                                       | 17–0     | Anglaterra | 1987-02-07 {{{time}}} - Lansdowne Road, Dublín Àrbitre: R. Hourquet (França) |
| Assaigs: Crossan Kiernan Matthews Con.: Kiernan Pen.: Kiernan | [Report] |            | 1987-02-07 {{{time}}} - Lansdowne Road, Dublín Àrbitre: R. Hourquet (França) |

| Anglaterra                   | 15–19 | França                                                               | 1987-02-21 {{{time}}} - Twickenham, Londres Àrbitre: J. M. Fleming (Escòcia) |
| Pen.: Rose (4) Drops: Andrew |       | Assaigs: Bonneval Sella Con.: Bérot Pen.: Bérot Drops: Blanco Mesnel | 1987-02-21 {{{time}}} - Twickenham, Londres Àrbitre: J. M. Fleming (Escòcia) |

| Escòcia                                                         | 16–12 | Irlanda                                                     | 1987-02-21 {{{time}}} - Murrayfield, Edimburg Àrbitre: R. C. Quittenton (Anglaterra) |
| Assaigs: Laidlaw Tukalo Con.: G. Hastings Drops: Rutherford (2) |       | Assaigs: Lenihan Con.: Kiernan Pen.: Kiernan Drops: Kiernan | 1987-02-21 {{{time}}} - Murrayfield, Edimburg Àrbitre: R. C. Quittenton (Anglaterra) |

| França                                                    | 28–22 | Escòcia                                                              | 1987-03-07 {{{time}}} - Parc des Princes, París Assistència: 49,130 espectadors Àrbitre: K. H. Lawrence (Nova Zelanda) |
| Assaigs: Bérot Bonneval (3) Pen.: Bérot (3) Drops: Mesnel |       | Assaigs: Beattie S. Hastings Con.: G. Hastings Pen.: G. Hastings (4) | 1987-03-07 {{{time}}} - Parc des Princes, París Assistència: 49,130 espectadors Àrbitre: K. H. Lawrence (Nova Zelanda) |

| Gal·les                           | 19–12 | Anglaterra     | 1987-03-07 {{{time}}} - National Stadium, Cardiff Àrbitre: R. J. Megson (Escòcia) |
| Assaigs: S. Evans Pen.: Wyatt (5) |       | Pen.: Rose (4) | 1987-03-07 {{{time}}} - National Stadium, Cardiff Àrbitre: R. J. Megson (Escòcia) |

| Irlanda                                               | 13–19 | França                                         | 1987-03-21 {{{time}}} - Lansdowne Road, Dublín Assistència: 53,000 espectadors Àrbitre: C. Norling (Gal·les) |
| Assaigs: Bradley Ringland Con.: Kiernan Pen.: Kiernan |       | Assaigs: Champ (2) Pen.: Bérot Pen.: Bérot (3) | 1987-03-21 {{{time}}} - Lansdowne Road, Dublín Assistència: 53,000 espectadors Àrbitre: C. Norling (Gal·les) |

| Escòcia                                                                                | 21–15 | Gal·les                                                    | 1987-03-21 {{{time}}} - Murrayfield, Edimburg Àrbitre: K. H. Lawrence (Nova Zelanda) |
| Assaigs: Beattie Jeffrey Con.: G. Hastings (2) Pen.: G. Hastings (2) Drops: Rutherford |       | Assaigs: M. Jones Con.: Wyatt Pen.: Wyatt Drops: J. Davies | 1987-03-21 {{{time}}} - Murrayfield, Edimburg Àrbitre: K. H. Lawrence (Nova Zelanda) |

| Gal·les                               | 11–15 | Irlanda                                              | 1987-04-04 {{{time}}} - National Stadium, Cardiff Àrbitre: G. Maurette (França) |
| Assaigs: I. Evans Norster Pen.: Wyatt |       | Assaigs: Dean Mullin Con.: Kiernan (2) Pen.: Kiernan | 1987-04-04 {{{time}}} - National Stadium, Cardiff Àrbitre: G. Maurette (França) |

| Anglaterra                                           | 21–12 | Escòcia                                                    | 1987-04-04 {{{time}}} - Twickenham, Londres Àrbitre: O.E. Doyle (Irlanda) |
| Assaigs: Harrison Rose Con.: Rose (2) Pen.: Rose (3) |       | Assaigs: Robertson Con.: G. Hastings Pen.: G. Hastings (2) | 1987-04-04 {{{time}}} - Twickenham, Londres Àrbitre: O.E. Doyle (Irlanda) |